# Амазонский поп-арт
Амазонский поп-арт (исп. Arte pop amazónico; также известно как дикое наивное искусство, исп. naíf salvaj) ― движение в современном искусстве, возникшее в конце 1990 года в городе Икитос, Перу. Живопись художников течения отличается использованием интенсивных хроматизмов и основывается на психоделическом опыте использования амазонского галлюциногена аяхуаска. Самыми яркими представителями течения являются Пабло Амаринго, Лу.ку.ма (псевдоним Луиса Куэваса Манчего), Луис Сакирай, Пьеро, Ашуко и Христиан Бендаян. 
Амазонский поп-арт по своей сути относится к монументальной живописи. В нём сочетаются мотивы красочной амазонской культуры, элементы европейской живописи; широко представлены черты коммерциализма, что является следствием влияния американского поп-арта, который, в свою очередь, нашёл свой путь в Перу с повсеместным распространением кабельного телевидения, когда большую популярность среди местного населения приобрёл музыкальный канал MTV. 
Художники амазонского поп-арта являются самоучками. Все они росли и работали в пригороде Икитоса, где не было ни своего рынка искусства, ни какой-либо художественной школы ― по этим причинам амазонский поп-арт также можно называть наивным стилем. 
По сути, амазонский поп-арт возник из смешения различных видов популярной культуры, которая пришла в Икитос с развитием средств массовой информации. Художники вдохновлялись новыми киноплакатами, посвящёнными работам мексиканского и индийского кинематографа. Ещё одной важной особенностью течения является визуальный стиль, который возник из музыкальных клипов. Как правило, в большинстве произведений амазонского поп-арта фигурируют ночные клубы, бары и пабы, а также видеосцены. На многих картинах также изображены женщин в эротическом ключе. 
В визуальном плане амазонский поп-арт в целом делится на две категории: дневные (diurnal) произведения имеют гармонично сочетаемые и полные цвета, а наиболее привлекающие внимание ночные (nocturn) работы окрашены фосфоресцентным материалом. Они часто принимают не имеющие определённых границ формы в виде скопления неоновых огней, которые светятся под лампой чёрного света или просто ночью. 
По состоянию на 2012 год несколько художников движения занимались декорированием сельских построек в городе: например, хижин и палафитов в районе Белен. Сами художники называют это работу средством художественного выражения и развития культурного влияния. Последнее оказалось таким обширным, что подражатели художников начали рисовать и на кладбищах.